# Ordine di San Giorgio della Vittoria
L'Ordine di San Giorgio della Vittoria è un'onorificenza della Georgia.

## Storia
L'Ordine è stato fondato il 24 giugno 2004.

## Insegne
- Il nastro è bianco con una striscia centrale rossa.

## Insigniti
1. George W. Bush (10 maggio 2005) - Presidente degli Stati Uniti d'America
2. John McCain (28 agosto 2006) - Senatore degli Stati Uniti per l'Arizona
3. Irakli Kutateladze (28 giugno 2007) - Agente di polizia
4. Zurab Noghaideli (16 novembre 2007) - Già Primo ministro della Georgia
5. Valdas Adamkus (23 novembre 2007) - Presidente della Lituania
6. Lech Kaczyński (23 novembre 2007) - Presidente della Repubblica polacca
7. Vakhtang Kikabidze (22 luglio 2008) - Cantante pop e attore cinematografico
8. Avtandil Lomidze (17 settembre 2008) - Maggiore
9. George Martia (17 settembre 2008) - Caporale
10. Vytautas Landsbergis (10 marzo 2009) - Già presidente della Lituania, membro del Parlamento europeo
11. Eldar Shengelaia (12 aprile 2009) - Regista
12. Devi Chankotadze (20 aprile 2009) - Maggiore generale, capo di Stato maggiore delle forze armate della Georgia
13. David Nairaashvili (20 aprile 2009) - Generale di brigata, vicecapo di Stato maggiore delle forze armate della Georgia
14. Joe Biden (22 luglio 2009) - Vicepresidente degli Stati Uniti d'America
15. Petras Vaitiekūnas (7 agosto 2009) - Già ministro degli affari esteri della Lituania
16. John F. Tefft (3 settembre 2009) - Ambasciatore degli Stati Uniti in Georgia
17. Viktor Juščenko (19 novembre 2009) - Presidente dell'Ucriana
18. Valdis Zatlers (9 dicembre 2009) - Presidente della Lettonia
19. Toomas Hendrik Ilves (20 gennaio 2010) - Presidente dell'Estonia
20. Mart Laar (21 gennaio 2010) - Già primo ministro dell'Estonia
21. Richard Holbrooke (16 dicembre 2010, postumo) - Rappresentante speciale degli Stati Uniti per l'Afghanistan e il Pakistan
22. Joe Lieberman (13 gennaio 2011) - Senatore degli Stati Uniti per il Connecticut
23. Henri de Renkur (18 giugno 2011) - Ministro della cooperazione della Francia
24. Alexander Lomaia (7 luglio 2011) - Rappresentante permanente della Georgia presso l'ONU
25. Nicolas Sarkozy (7 ottobre 2011) - Presidente della Repubblica francese
26. Václav Havel (10 ottobre 2011) - Scrittore, già presidente della Repubblica Ceca
27. Krzysztof Lisek (25 novembre 2011) - Politico polacco, membro del Parlamento europeo
28. Georgi Karbelashvili (15 gennaio 2012) - Vice ministro dell'Economia e dello sviluppo sostenibile della Georgia
29. Vano Merabishvili (7 maggio 2012) - Ministro degli affari interni della Georgia
30. Romaz Nikolaishvili (26 maggio 2012) - Ministro dell'infrastruttura e della gestione regionale della Georgia
31. William Jefferson "Bill" Clinton (18 maggio 2013) - Già presidente degli Stati Uniti d'America
32. Andrey Illarionov (9 ottobre 2013) - Economista russo